# Halechiniscus chafarinensis
Halechiniscus chafarinensis is een soort in de taxonomische indeling van de beerdiertjes (Tardigrada). 
Het diertje behoort tot het geslacht Halechiniscus en behoort tot de familie Halechiniscidae. De wetenschappelijke naam van de soort werd voor het eerst geldig gepubliceerd in 1996 door Grimaldi de Zio & Villora Morone.